# Томас Нюман
Томас Монтгомъри Нюман (на английски: Thomas Montgomery Newman) е американски композитор на филмова музика.

## Биография
Роден е на 20 октомври 1955 г. в Лос Анджелис. Той е най-малкият син на Марта Луис Монтгомъри и композитора и 9-кратен носител на Оскар Алфред Нюман.

## Частична филмография
- „Безразсъдно“ (1984)
- „Отчаяно търся Сюзън“ (1985)
- „Мъжът с червената обувка“ (1985)
- „Истински гений“ (1985)
- „Гънг Хо“ (1986)
- „Шпионски номера“ (1986)
- „На дъното“ (1987)
- „Невероятна ваканция“ (1988)
- „Принцът на Пенсилвания“ (1988)
- „Куки“ (1989)
- „Добре дошла вкъщи, Рокси Кармайкъл“ (1990)
- „Пържени зелени домати“ (1991)
- „Играчът“ (1992)
- „Усещане за жена“ (1992)
- „Плът на раздора“ (1993)
- „Услугата“ (1994)
- „Изкуплението Шоушенк“ (1994)
- „Войната“ (1994)
- „Малки жени“ (1994)
- „Кутия за спомени“ (1995)
- „Американско сватбено одеяло“ (1995)
- „Феномен“ (1996)
- „Американски бизон“ (1996)
- „Народът срещу Лари Флинт“ (1996)
- „Червеният ъгъл“ (1997)
- „Луд град“ (1997)
- „Оскар и Лусинда“ (1997)
- „Повелителят на конете“ (1998)
- „Да срещнеш Джо Блек“ (1998)
- „Американски прелести“ (1999)
- „Зеленият път“ (1999)
- „Ерин Брокович“ (2000)
- „Предай нататък“ (2000)
- „В спалнята“ (2001)
- „Соленото езеро“ (2002)
- „Път към отмъщение“ (2002)
- „Белият олеандър“ (2002)
- „Търсенето на Немо“ (2003)
- „Лемъни Сникет: Поредица от злополучия“ (2004)
- „Късметлията“ (2005)
- „Снайперисти“ (2005)
- „Малки деца“ (2006)
- „Добрият германец“ (2006)
- „УОЛ-И“ (2008)
- „Пътят на промените“ (2008)
- „Братя“ (2009)
- „Неуредени сметки“ (2010)
- „Агенти на съдбата“ (2011)
- „Южнячки“ (2011)
- „Желязната лейди“ (2011)
- „Най-екзотичният хотел „Мариголд““ (2012)
- „007 Координати: Скайфол“ (2012)
- „Странични ефекти“ (2013)
- „Спасяването на мистър Банкс“ (2013)
- „Съдията“ (2014)
- „Най-екзотичният хотел „Мариголд“ 2“ (2015)
- „Мостът на шпионите“ (2015)
- „Спектър“ (2015)
- „Търсенето на Дори“ (2016)